# Al-Fath
Pour les articles homonymes, voir Fath.
Al-Fath (arabe : سُورَةُ ٱلْفَتْحِ, français : La Victoire éclatante) est le nom traditionnellement donné à la 48e sourate du Coran, le livre sacré de l'islam. Elle comporte 29 versets. Rédigée en arabe comme l'ensemble de l'œuvre religieuse, elle fut proclamée, selon la tradition musulmane, durant la période médinoise.

## Origine du nom
Bien que ne faisant pas partie de la proclamation, la tradition musulmane a donné comme nom à cette sourate La Victoire éclatante, en référence au contenu du premier verset : « 1. En vérité Nous t'avons accordé une victoire éclatante ».
Le titre provient du premier verset et signifie littéralement l’ouverture d’une ville lors d’une prise militaire, mais aussi « le jugement ».

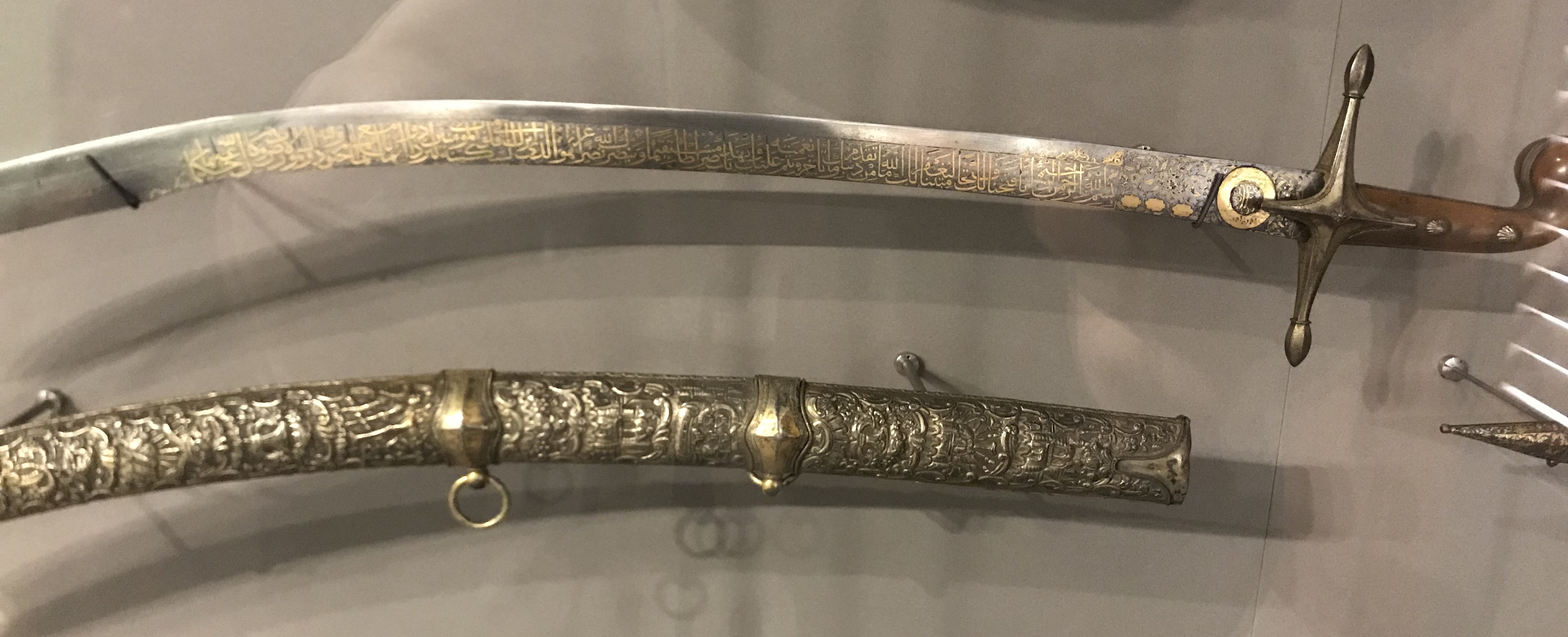
Sabre ottoman (Musée de l'Armée, Paris), sur lequel sont inscrits les versets 1 à 4 de la sourate.

## Historique
Il n'existe à ce jour pas de sources ou documents historiques permettant de s'assurer de l'ordre chronologique des sourates du Coran. Néanmoins selon une chronologie musulmane attribuée à Ǧaʿfar al-Ṣādiq (VIIIe siècle) et largement diffusée en 1924 sous l’autorité d’al-Azhar,, cette sourate occupe la 111e place. Elle aurait été proclamée pendant la période médinoise, c'est-à-dire schématiquement durant la seconde partie de la vie de Mahomet, après avoir quitté La Mecque. Contestée dès le XIXe par des recherches universitaires, cette chronologie a été revue par Nöldeke,, pour qui cette sourate est la 108e.
Un désaccord apparaît chez les auteurs influencés par la vision traditionnelle de la chronologie coranique. Cette méthode est tributaire des récits traditionnels mais aussi d’un choix d’interprétations d’éléments allusifs. La lecture des premiers versets en lien avec la conquête de la Mecque est « loin d’être la seule possible et la seule satisfaisante ». Pour Neuenkirchen, il existe, dans cette sourate, des interpolations au cours de son processus rédactionnel. C’est notamment le cas du dernier verset, le vingt-neuvième de la sourate, l'un des quatre mentions du nom ou du surnom « Mahomet ».

## Interprétations
El-Badawi remarque que cette sourate permet de classifier les groupes de personnes, du croyant au non-croyant en se basant sur leurs services militaires et sur leur loyauté.

### Versets 1-3: introduction
Ces versets ont été lus par les commentateurs musulmans et les traducteurs qui s’en sont inspirés comme une référence à une victoire militaire de Mahomet. Blachère rajoute ainsi, dans sa traduction, le mot « Prophètes ! » entre crochets. Or se pose la question de l’identité de ce destinataire.
Ainsi, s’il est communément admis que cela évoque une victoire, le pendant éthiopien de fath permet de lire ce verset comme une évocation eschatologique. Cela correspond au contexte du verset suivant. Le verset 3 peut ainsi être lu comme un soutien puissant de Dieu lors du Jugement.
Pour Dye, la composition des deux premiers versets de cette sourate est « curieuse », l'élocution alternant entre des personnes différentes.

Texte de la sourate (Coran datant de 1874)
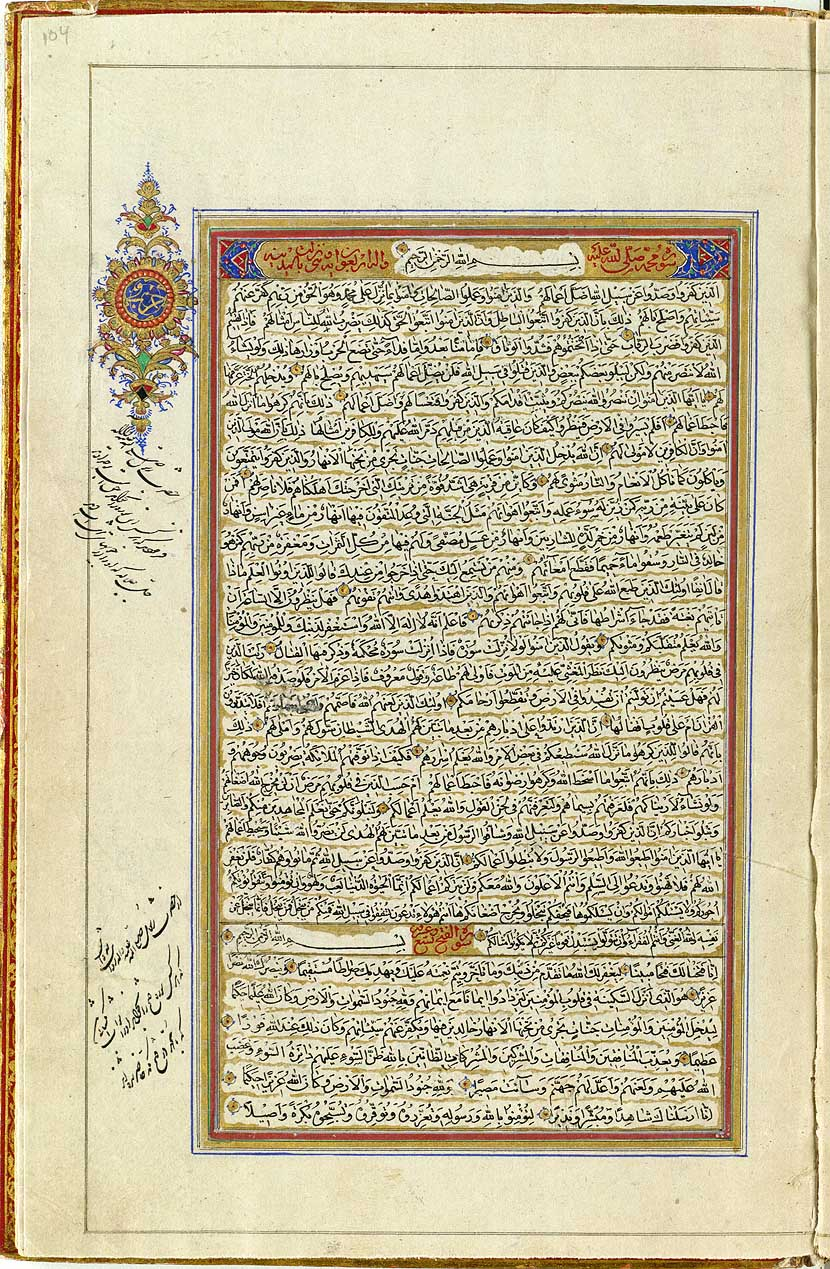
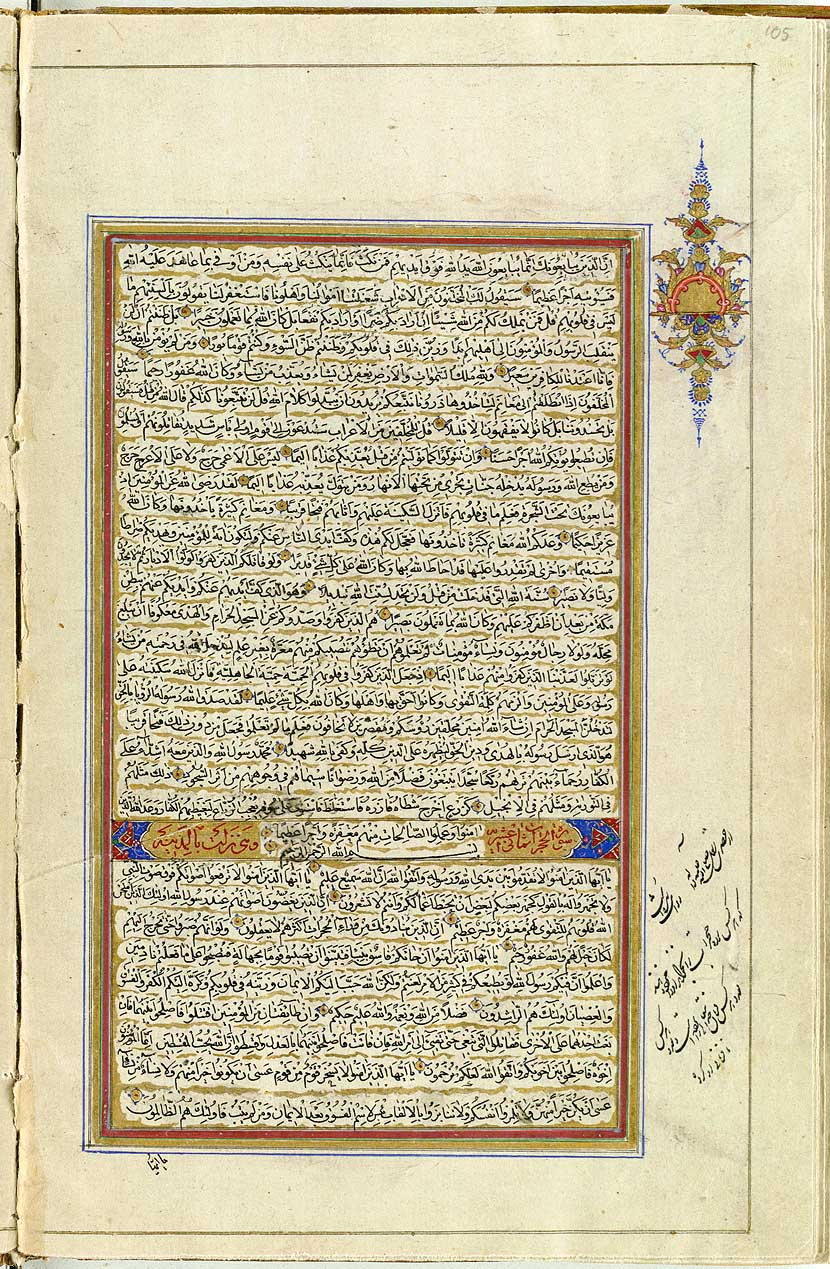